# セルモネータ
セルモネータ（伊: Sermoneta）は、イタリア共和国ラツィオ州ラティーナ県にある、人口約10,000人の基礎自治体（コムーネ）。

## 地理

### 位置・広がり

#### 隣接コムーネ
隣接するコムーネは以下の通り。
- バッシアーノ
- チステルナ・ディ・ラティーナ
- ラティーナ
- ノルマ
- セッツェ

### 気候分類・地震分類
セルモネータにおけるイタリアの気候分類 (it) および度日は、zona D, 1547 GGである。
また、イタリアの地震リスク階級 (it) では、zona 3A (sismicità bassa) に分類される。

## 行政

### 山岳部共同体
- 広域行政組織である山岳部共同体（イタリア語版）「モンティ・レピーニ・アウソニ山岳部共同体」 (it:Comunità montana dei Monti Lepini Ausoni) （事務所所在地: プリヴェルノ）に属する。

### 分離集落
セルモネータには、以下の分離集落（フラツィオーネ）がある。
- Monticchio, Sermoneta Scalo, Tufette, Doganella, Pontenuovo, Carrara

## 姉妹都市
- アルボレーア、イタリア
- サン・タントワーヌ・ラベイ（イタリア語版）、フランス